# Піко-Болівар
Для гори, названої іменем Болівара в Колумбії, див. Піко-Сімон-Болівар.
Пі́ко-Болі́вар (ісп. Pico Bolívar) — найвища гора в Венесуелі із висотою 4981 м. Розташована в штаті Мерида, її вершина постійно вкрита снігом, на горі існує три льодовика. Вершини можна досягти за допомогою канатної дороги із міста Мерида. Назву гора отримала за ім'ям героя венесуельської незалежності Симона Болівара в 1925 році, до цього гора називалася Да-Колумна («колона»).